# Brigitta Tauchner
Brigitta Tauchner (* 18. September 1964) ist eine österreichische Filmeditorin.

## Leben
Brigitta Tauchner war seit Mitte der 1980er Jahre als Schnitt-Assistentin tätig. Seit Anfang der 1990er Jahre ist sie als selbstständige Editorin für Film und Fernsehen aus Österreich und Deutschland aktiv.
Für den Schnitt von Bettgeflüster & Babyglück wurde sie 2005 mit dem Deutschen Fernsehpreis ausgezeichnet.
Tauchner ist Mitglied der Deutschen Filmakademie.

## Filmografie (Auswahl)
- 1992–1997: Kaisermühlen Blues (Fernsehserie, 6 Folgen)
- 2003: Mein erster Freund, Mutter und ich
- 2005: Bettgeflüster & Babyglück
- 2006: Geile Zeiten
- 2006: Komm näher
- 2007: Meine schöne Bescherung
- 2007: Beautiful Bitch
- 2010: Sind denn alle Männer Schweine?
- 2010: Im Brautkleid durch Afrika
- 2010: Zurück zum Glück
- 2012: Es kommt noch dicker (Fernsehserie, 3 Folgen)
- 2014: Josephine Klick – Allein unter Cops (Fernsehserie, 3 Folgen)
- 2014: Lügen und andere Wahrheiten
- 2016: Die Blumen von gestern
- 2018: St. Josef am Berg
- 2019: Der beste Papa der Welt
- 2020: Daheim in den Bergen – Auf neuen Wegen
- 2022: Kolleginnen – Das böse Kind
- 2023: Faraway
- 2024: Wilsberg: Datenleck
- 2025: Verhängnisvolle Leidenschaft Sylt